# Kum & Go
Kum & Go est une entreprise américaine de commerce de détail. Fondée en 1959, elle a son siège à Des Moines, dans l'Iowa.